# Санта Ђустина (Римини)
Санта Ђустина је насеље у Италији у округу Римини, региону Емилија-Ромања.
Према процени из 2011. у насељу је живело 1865 становника. Насеље се налази на надморској висини од 28 м.